# 伊号第二十九潜水艦
伊号第二十九潜水艦（いごう だいにじゅうく せんすいかん、正字体：伊號第二十九潛水艦）は、大日本帝国海軍の伊十五型潜水艦（巡潜乙型潜水艦）の10番艦。最初は通商破壊任務に用いられ、インド洋を主戦場として7隻の船舶を撃沈した。また、日本とドイツの往復に成功寸前まで行った潜水艦として有名。
当初は伊号第三十三潜水艦と命名されていたが、1941年（昭和16年）11月1日に伊号第二十九潜水艦と改名されている。

## 艦歴
1939年（昭和14年）の第四次海軍軍備補充計画（④計画）により、1939年9月20日に横須賀海軍工廠で起工。1940年（昭和15年）9月29日に進水し、1941年（昭和16年）8月15日に伊豆寿一中佐が艤装員長に着任。1942年（昭和17年）2月27日に竣工した。竣工と同時に伊豆中佐は艦長に着任。同日、呉鎮守府籍となり、第六艦隊第14潜水隊に編入。
3月10日、第14潜水隊は第8潜水戦隊に編入。
4月15日、伊29は呉を出港。18日、ドーリットル空襲が起こったため米機動部隊の捜索を行うが、見つけることはできなかった。24日、トラックに到着。30日、MO作戦に参加するべくトラックを出港し、オーストラリア東方沖に進出。5月14日0400、シドニーへ向かう駆逐艦を発見。ウォースパイトと識別して追尾するが、雷撃できなかった。16日2028、ニューキャッスル東方35浬地点付近で、錫と羊毛を搭載してウェリントンからバンダレ・シャープールに向かっていた、中立国であるソ連貨物船ウエレン（Uelen、5,135トン）へ向け魚雷2本を発射したが命中しなかった。その後浮上して砲撃を開始し、ウエレンを撃破した。その後、米駆逐艦パーキンス(USS Perkins, DD-377)、豪駆逐艦アランタ（en:HMAS Arunta (I30)）等からなる対潜部隊が迎撃に向かったが、伊29を見つけることはなかった。23日早朝、特殊潜航艇によるシドニー港攻撃の事前航空偵察を行う。搭載機はレーダーに発見されたものの、湾内に停泊中の豪軽巡アデレード、米駆逐艦パーキンス、蘭潜K IX（K IX）、豪機雷敷設艦バンガリー、豪掃海艇ワイアラ（en:HMAS Whyalla (J153)）、ジーロング、印掃海艇ボンベイ（en:HMAS Bombay (J249)）、米駆逐艦母艦ドビン、豪仮装巡洋艦カニンブラ（en:HMAS Kanimbla (C78)）、ウェストラリア（en:HMAS Westralia (F95)）、宿泊艦クッタブル（HMAS Kuttabul）の在泊を報告。攻撃後、6月3日までシドニー沖で甲標的の帰還を待った。その後ブリスベン沖に移動。4日、モートン島付近で豪客船キャンベラ（Canberra、7,710トン）に発見されるが、退避に成功。6月10日、哨戒区域を離れる。その後ヌーメアの飛行偵察を行い、クェゼリンを経由して7月21日に横須賀に到着して整備を受ける。
29日、伊29は横須賀を出港し、ペナンに移動。8月8日、ペナンを出港し、29日にセーシェル諸島を飛行偵察。9月2日、北緯13度01分 東経50度41分 / 北緯13.017度 東経50.683度のソコトラ島西方沖で英貨物船ガズコン(Gazcon、4,131トン) を雷撃により撃沈。3日明け方、北緯13度34分 東経50度05分 / 北緯13.567度 東経50.083度のアデン湾で、英タンカーブリティッシュ・ジーニアス（British Genius、8,553トン）を発見するも、攻撃に失敗。10日には、北緯13度05分 東経54度35分 / 北緯13.083度 東経54.583度のソコトラ島付近で、空船でアデンからカルカッタに向かっていた英貨物船ハレスフィールド（Haresfield、5,299トン）を雷撃により撃沈。16日、北緯12度48分 東経50度50分 / 北緯12.800度 東経50.833度のソコトラ島西方沖で英貨物船オーシャン・オナー(Ocean Horner、7,147トン) を砲雷撃により撃沈した。23日夜、北緯10度03分 東経63度42分 / 北緯10.050度 東経63.700度のマンガロール南西780浬地点付近で、戦車18両、B-25 ミッチェル10機等を搭載して航行中の米貨物船ポール・ラッケンバック（Paul Luckenbach、6,579トン）を発見し、魚雷を発射。魚雷はポール・ラッケンバックの左舷に命中し、同船は船首から沈み始める。1時間後、伊29は再度魚雷を発射。魚雷はポール・ラッケンバックの左舷に命中し、同船を撃沈した。10月2日、ペナンに寄港した後、5日にシンガポールに到着して整備を受ける。
整備完了後、ペナンに移動した伊29は11月11日にペナンを出港し、モルディブ諸島南方沖を通過してアラビア海に進出。23日、北緯07度36分 東経61度08分 / 北緯7.600度 東経61.133度のモルディブ諸島北西沖で、乗客958名と一般貨物6,472トンを乗せてボンベイからモンバサに向かっていた英貨客船ティラワ（Tilawa、10,006トン）を発見し、魚雷を発射。魚雷は命中し、ティラワは一旦放棄された。1時間後、脱出した乗員と乗客はティラワに戻ったが、伊29が再度発射した魚雷が命中し、同船は沈没した。12月3日、北緯11度29分 東経55度00分 / 北緯11.483度 東経55.000度のソコトラ島南南西沖で、石油9,000トンを積んでアーバーダーンからモンバサに向かっていたノルウェータンカーベリタ（Belita、6,323トン）を発見して魚雷を発射。魚雷が命中したベリタは放棄された。その後伊29は浮上し、砲撃によりベリタを撃沈した。1943年（昭和18年）1月27日、シンガポールに到着し、整備を受ける。
整備完了後、ペナンに移動した伊29は2月14日にペナンを出港し、ベンガル湾に進出して哨戒。3月頃にペナンに戻った。
4月5日、伊29は江見哲四郎海軍中佐、友永英夫技術中佐、89式空気式魚雷1本、魚雷艇用の2式魚雷2本、ベルリンの日本大使館向けの金の延べ棒2トン、赤城型空母と特殊潜航艇の設計図の合計11トンの貨物と乗客2名を乗せて出港。26日、予定より1日早くマダガスカル島南東450浬地点付近の会合点に到着。27日、ドイツのUボートU180と会合するが、海が荒れていたため2隻は北東方向に移動。28日、波が穏やかになったため2隻は機関を止めて積荷と乗客の移動が行われた。U180からは反英インド独立運動家のスバス・チャンドラ・ボースと秘書ハッサン、吸着地雷1発、キニーネ2トン、砲身、弾薬、ドイツ大使館向けの郵便文書、ボールト(ソナー欺瞞用デコイ)432個入りの木箱3個が積み替えられた。積み替え完了後にU180と別れた伊29は、5月6日にサバンに到着し、乗客と積荷降ろした。ボース氏一行はサバンから航空機で日本へ向かった。伊29はこの任務を成功させたことで有名となる。その後同日中にサバンを出港した伊29は、14日にシンガポールに到着して整備を受ける。
整備完了後、ペナンに移動した伊29は6月6日と8日に搭載機を発進させて対潜哨戒を行わせた。2回目の対潜哨戒と同時にペナンを出港し、アフリカ東岸およびアデン湾で哨戒を行う。7月12日、北緯14度52分 東経52度06分 / 北緯14.867度 東経52.100度のアデン湾で英貨客船ラフマニ（Rahmani、5,291トン）を撃沈した。8月2日、ペナンに到着。9日、捕虜3名を乗せてペナンを出港し、19日に呉に到着。便乗者を降ろした後整備を受ける。10月10日、伊19艦長時に米空母ワスプ(USS Wasp, CV-7)を撃沈した名艦長、木梨鷹一中佐が艦長に着任。
11月5日、伊29は第4次訪独潜水艦として呉を出港。14日にシンガポールに到着し、生ゴム80トン、タングステン30トン、錫50トン、亜鉛2トン、キニーネと薬用アヘン、コーヒー計3トン、96式連装機銃4基が搭載された。また、14cm砲が取り外され、後部甲板に96式3連装機銃2基が装備された。12月5日、伊8から電波探知機メトックスを譲り受け、これを装備。15日、第14潜水隊の解隊にともない、第8潜水戦隊所属となる。
16日1100、伊29は駐独日本大使館付海軍武官として赴任する小島秀雄少将他日本人技術者16名を乗せてシンガポールを出港した。作戦中の暗号名は「マツ」。
12月23日早朝、南緯26度00分 東経70度00分 / 南緯26.000度 東経70.000度の地点で、独貨物船ボゴタ（Bogota、1,230トン）から補給を受ける。1944年1月16日、喜望峰沖を通過して大西洋に進出。2月14日、アゾレス諸島南西60浬地点付近でUボートU518と会合し、電波探知機ナクソス、電波探知機ワンゼを受領し、ドイツ人技術者3名を乗せた。3月4日、リー・ライトを装備した哨戒機に発見されて照らされるが、退避に成功。9日、予定よりも早くビスケー湾に到着したため、潜航待機して一夜を明かした。10日、上空援護のユンカース Ju885機と合流。午後には独駆逐艦Z23、ZH1、水雷艇T27、T29と合流。同日デ・ハビランド モスキートの攻撃を受けてJu881機が撃墜され、1700からはブリストル ボーファイターとB-25の空襲をうけるが、いずれも伊29に損害はなかった。11日、伊29はフランス大西洋岸のロリアン港（当時ドイツの占領下）に到着し、UボートU190の隣に係留され、輸送物資と便乗者を降ろした。このとき、司令塔の96式連装機銃が取り外され、エリコン20ミリ四連装機銃が装備されたほか、後部甲板にクルップ製37mm対空機関砲が装備された。また、Me163、Me262の設計図とエンジン、魚雷艇用エンジン、V1飛行爆弾の胴体、音響探知式機雷、ボーキサイト、水銀、ラジウムアマルガム、ロケット式射出機、対空射撃管制用ウルツブルクレーダー、エニグマ暗号機20台を積み、海軍航空本部の造兵監督官として滞独した巌谷英一他ドイツ人4人を含む乗客18名が便乗した。伊29は4月16日にロリアンを出港。6月11日、南大西洋で伊52とすれ違う。29日、インド洋に進出。7月13日、上空援護の一式陸上攻撃機2機と合流。14日1030にシンガポールに到着した。乗客はここで艦を降り、巖谷英一はいち早く新兵器の報告をすべく空路東京に向かった。22日、伊29は海軍士官候補生10名を乗せてシンガポールを出港し、呉に向かった。25日、浮上している米潜水艦を発見したと報告。この潜水艦は米潜ソーフィッシュ(USS Sawfish, SS-276)で、ロック(USS Rock, SS-274)およびタイルフィッシュ(USS Tilefish, SS-307)とウルフパックを構成して哨戒中の20日に、ウルトラ情報により伊29を待ち伏せして撃沈することを命じられており、ソーフィッシュ側も伊29を発見していたが、この時は見失っている。翌26日1645、バリンタン海峡にて17ノットで浮上航走中、追跡してきたソーフィッシュに再度発見された。ソーフィッシュは魚雷4本を発射。伊29は接近する魚雷を発見して回避行動を行ったが、立て続けに魚雷3本が命中。伊29はドイツからの数々の貴重物資もろとも轟沈した。仕留め損ないに備えてタイルフィッシュも攻撃のために寄ってきていたが、その必要はなかった。被雷により伊29の乗員3名が海に投げ出され、うち1名が島に泳ぎ着き、唯一の生存者となった。艦長の木梨鷹一中佐以下乗員95名、乗客10名戦死。沈没地点はバリンタン海峡西口、北緯20度10分 東経121度50分 / 北緯20.167度 東経121.833度。
その後、巖谷英一が持ちだした設計図により橘花、秋水が開発された。
10月10日、生存者の喪失報告により戦没認定され、除籍された。
撃沈総数は7隻であり、計44,776トンにのぼる。

## 歴代艦長
※『艦長たちの軍艦史』407-408頁による。

### 艤装員長
1. 伊豆寿一 中佐：1941年8月20日[5] - 1942年2月27日[6]

### 艦長
1. 伊豆寿一 中佐：1942年2月27日 -
2. 木梨鷹一 中佐：1943年10月10日 - 1944年7月26日戦死